# Israël aux Jeux olympiques d'hiver de 2018
Israël participe aux Jeux olympiques d'hiver de 2018 à Pyeongchang en Corée du Sud du 9 au 25 février 2018. Il s'agit de sa septième participation à des Jeux d'hiver.

## Délégation
Le Comité olympique d'Israël sélectionne une délégation de 10 athlètes, 7 hommes et 3 femmes, qui participent à 4 des 15 sports présents aux Jeux. Israël est présente uniquement dans les épreuves de patinage artistique de patinage de vitesse sur piste courte, de skeleton et de ski alpin.
Le tableau suivant montre le nombre d'athlètes israéliens dans chaque discipline :
| Sport                                | Hommes | Femmes | Total |
| ------------------------------------ | ------ | ------ | ----- |
| Patinage artistique                  | 4      | 3      | 7     |
| Patinage de vitesse sur piste courte | 1      | 0      | 1     |
| Skeleton                             | 1      | 0      | 0     |
| Ski alpin                            | 1      | 0      | 1     |
| Total                                | 7      | 3      | 10    |

## Sports

### Patinage artistique
| Athlète                           | Épreuve           | Programme court | Programme court | Programme libre | Programme libre | Total  | Total |
| Athlète                           | Épreuve           | Points          | Rang            | Points          | Rang            | Points | Rang  |
| --------------------------------- | ----------------- | --------------- | --------------- | --------------- | --------------- | ------ | ----- |
| Alexei Bychenko                   | Individuel hommes |                 |                 |                 |                 |        |       |
| Daniel Samohin                    | Individuel hommes |                 |                 |                 |                 |        |       |
| Paige Conners Evgeni Krasnopolski | Couples           |                 |                 |                 |                 |        |       |
| Adel Tankova Ronald Zilberberg    | Danse sur glace   |                 |                 |                 |                 |        |       |

### Patinage de vitesse sur piste courte
| Athlète           | Épreuve       | Premier tour | Premier tour | Quart de finale | Quart de finale | Demi-finale | Demi-finale | Finale | Finale |
| Athlète           | Épreuve       | Temps        | Rang         | Temps           | Rang            | Temps       | Rang        | Temps  | Rang   |
| ----------------- | ------------- | ------------ | ------------ | --------------- | --------------- | ----------- | ----------- | ------ | ------ |
| Vladislav Bykanov | 500m hommes   |              |              |                 |                 |             |             |        |        |
| Vladislav Bykanov | 1 000m hommes |              |              |                 |                 |             |             |        |        |
| Vladislav Bykanov | 1 500m hommes |              |              |                 |                 |             |             |        |        |

### Skeleton
| Athlète      | Épreuve | Course 1 | Course 1 | Course 2 | Course 2 | Course 3 | Course 3 | Course 4 | Course 4 | Total | Total |
| Athlète      | Épreuve | Temps    | Rang     | Temps    | Rang     | Temps    | Rang     | Temps    | Rang     | Temps | Rang  |
| ------------ | ------- | -------- | -------- | -------- | -------- | -------- | -------- | -------- | -------- | ----- | ----- |
| Adam Edelman | Hommes  |          |          |          |          |          |          |          |          |       |       |

### Ski alpin
| Athlète      | Épreuve             | Manche 1 | Manche 1 | Manche 2 | Manche 2 | Total | Total |
| Athlète      | Épreuve             | Temps    | Rang     | Temps    | Rang     | Temps | Rang  |
| ------------ | ------------------- | -------- | -------- | -------- | -------- | ----- | ----- |
| Itamar Biran | Slalom géant hommes |          |          |          |          |       |       |
| Itamar Biran | Slalom hommes       |          |          |          |          |       |       |